# 리리스
리리스(본명: 백승민, 1994년 12월 25일 ~ )는 대한민국의 전직 리그 오브 레전드 프로게이머이다. 선수 시절 포지션은 탑 라이너이며 아이디는 Riris를 사용했다. 

## 선수 시절
2013년 4월부터 CTU에서 활동했다. 2013년 7월 12일에 치러진 진에어 그린윙스 스텔스와의 경기에서는 펜타킬을 기록하기도 했다.
2013년 10월, KT 롤스터 애로우즈에 입단했다. 
2014년 8월에는 차이나 코리아 드래곤즈에 입단했다. 이후 Kx.해피, 리벤저에서 활동했다.
2017시즌을 앞두고 로얄 클럽에 입단했다.
2017년 6월, 홍콩 에티튜드에 입단했다.
2018년 7월, 위너스에 입단했다.
2019시즌을 앞두고 VSG에 입단했다.
2019시즌 종료 후 현역에서 은퇴했다.

## 수상 내역
- 리그 오브 레전드 챌린저스 코리아 스프링 2019 준우승